# Volkswagen Gol
De Volkswagen Gol is een model auto specifiek bedoeld voor de Zuid-Amerikaanse markt gemaakt door de Duitse fabrikant Volkswagen, hoewel de modellen sindsdien ook in Noord-Amerika zijn verkocht. De auto zelf wordt gebouwd in Volkswagen do Brasil.
De auto werd geïntroduceerd in 1980 en is het instapmodel voor de Zuid-Amerikaanse markt. Het is onafgebroken de best verkochte auto van Brazilië sinds 1987 en de best verkochte auto van Argentinië sinds 1998. Sinds de introductie zijn er meer dan 4,5 miljoen Gol's geproduceerd.
De naam Gol komt van het woord Goal en de auto moet niet verward worden met de Volkswagen Golf. De auto was een opvolger voor de Volkswagen Brasilia, op zijn beurt weer een opvolger van de Kever. Het was een speciaal nieuw ontwikkelde auto met een luchtgekoelde boxermotor van de Kever, maar voorin geplaatst. Later werd de motor vervangen door een watergekoeld exemplaar van de Passat.
Er zijn globaal vier generaties geweest van dit model.